# Танбинь
Танбинь (вьетн. Tân Bình) — городской район города Хошимин (Вьетнам). В районе расположен международный аэропорт города Хошимин — Таншоннят. Район состоит из 15 городских кварталов. Площадь района Танбинь составляет 22,43 км². Согласно проведённой в 2019 года переписи населения, в районе Танбинь проживает 474 792 человек.

## Географическое положение

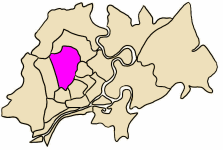
Расположение в центре метрополии

Танбинь расположен в центре города Хошимин. Район граничит с Фунюан и районом 3 на востоке, Танфу на западе, районамии 10 и 11 на юге, Районом 12 и Говап на севере.

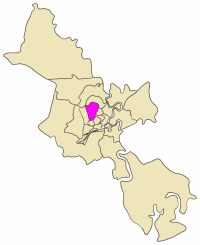
Положение в метрополии Хошимина

Ландшафт большей части района равнинный. Средняя высота местности около 4 метров, самая высокая естественная высота составляет около 8 метров (в районе международного аэропорта Таншоннят).

## Демография
По данным переписи населения на 1 апреля 2019 года, в районе насчитывалось 133 745 домохозяйств и 474 792 жителей. 16,5 % были моложе 14 лет, 77,5 % от 15 до 64 лет и 6 % в возрасте 65 лет и старше. На каждые 100 женщин приходилось 94,0 мужчины.
| Год  | Население | ±%       |
| ---- | --------- | -------- |
| 1976 | 280,942   | —        |
| 1980 | 250,472   | −2.83 %  |
| 1985 | 287,978   | +2.83 %  |
| 1990 | 357,202   | +4.40 %  |
| 1995 | 464,165   | +5.38 %  |
| 2000 | 646,407   | +6.85 %  |
| 2003 | 754,160   | +5.27 %  |
| 2004 | 404,239   | −46.40 % |
| 2009 | 421,724   | +0.85 %  |
| 2019 | 474,792   | +1.19 %  |

Район Танбинь разделён для создания района Танфу.

Источник: Tân Bình District People’s Council, перепись населения 2009, перепись населения 2019 

### Этнические группы
В 2004 году население составляли преимущественно этнические вьетнамцы (вьеты) — 93,33 %. Второй по величине этнической группой были китайцы (хоа) — 6,38 %. Среди других этнических групп также есть кхмеры — 0,11 %, таи — 0,05 %, нунги — 0,03 %, мыонг — 0,02 %, тямы — 0,02 % и тхай с 0,01 % населения.

### Религия
Согласно переписи 1999 года, 56,68 % населения были нерелигиозными, 22,9 % исповедовали католицизм, 19,62 % исповедовали буддизм, 0,4 % исповедовали каодай, 0,37 % исповедовали протестантизм, 0,02 % были мусульманами, а 0,01 % исповедовали хоахао.

## Экономика
Штаб-квартиры Pacific Airlines и Vietnam Air Services Company находятся в этом районе. VietJet Air также имеет офис в городе в районе Танбинь.

## Образование
В районе Танбинь находится одна из самых известных средних школ города Хошимин — средняя школа Нгуен Тхыонг Хьен. Также, в районе расположены государственные средние школы такие как: средняя школа Нгуен Чи Тхань, средняя школа Нгуен Тхай Бинь и одна из самых популярных частных средних школ Хошимина — средняя школа Ли Ту Чонг.
Проект образования и обучения инвалидов на рабочем месте школы Танбинь — это совместный проект с участием министерства образования и обучения районаТанбинь, министерства социальных и общественных услуг Университета RMIT и австралийской программы Лорето Вьетнам (LVAP). Проект финансируется программой международной помощи правительства Австралии (AusAID), а техническую поддержку оказывает AVI (международная ассоциация добровольцев Австралии).

## Международные отношения
В районе расположены 3 консульства:
| Страна   | Адрес                           |
| -------- | ------------------------------- |
| Мексика  | 86/56/20 Phổ Quang, квартал 2   |
| Монголия | 84 Thích Minh Nguyệt, квартал 2 |
| Мьянма   | 50 Sầm Sơn, квартал 4           |